# Спринг-Гров (тауншип, Миннесота)
Спринг-Гров (англ. Spring Grove) — тауншип в округе Хьюстон, Миннесота, США. На 2000 год его население составило 422 человека.

## География
По данным Бюро переписи населения США площадь тауншипа составляет 90,7 км², из которых 90,7 км² занимает суша, водоёмов нет.

## Демография
По данным переписи населения 2000 года здесь находились 422 человека, 156 домохозяйств и 114 семей. Плотность населения — 4,7 чел./км². На территории тауншипа расположено 167 построек со средней плотностью 1,8 построек на один квадратный километр. Расовый состав населения: 99,29 % белых и 0,71 % азиатов. Испанцы или латиноамериканцы любой расы составляли 0,24 % от популяции тауншипа.
Из 156 домохозяйств в 30,8 % воспитывались дети до 18 лет, в 65,4 % проживали супружеские пары, в 3,8 % проживали незамужние женщины и в 26,9 % домохозяйств проживали несемейные люди. 24,4 % домохозяйств состояли из одного человека, при том 12,8 % из — одиноких пожилых людей старше 65 лет. Средний размер домохозяйства — 2,71, а семьи — 3,25 человека.
25,6 % населения — младше 18 лет, 10,7 % — в возрасте от 18 до 24 лет, 20,9 % — от 25 до 44, 29,1 % — от 45 до 64, и 13,7 % — старше 65 лет. Средний возраст — 40 лет. На каждые 100 женщин приходилось 114,2 мужчин. На каждые 100 женщин старше 18 приходилось 119,6 мужчин.
Средний годовой доход домохозяйства составлял 37 639 долларов, а средний годовой доход семьи — 39 583 доллара. Средний доход мужчин — 27 500 долларов, в то время как у женщин — 17 212. Доход на душу населения составил 21 505 долларов. За чертой бедности находились 2,1 % семей и 5,3 % всего населения тауншипа, из которых 20,8 % старше 65 лет.